# Ksenija Baltaová
Ksenija Baltaová (estonsky Ksenija Balta, * 1. listopadu 1986 Minsk, Bělorusko) je estonská atletka, jež největší úspěch zaznamenala v roce 2009 v Turíně, kde získala titul halové mistryně Evropy ve skoku do dálky.
V současné době je držitelkou celkem šesti estonských rekordů (tři pod širým nebem, tři v hale). Začínala jako vícebojařka. V roce 2005 vybojovala na juniorském mistrovství Evropy v litevském Kaunasu v sedmiboji bronzovou medaili. Reprezentovala na Letních olympijských hrách 2008 v Pekingu, nepodařilo se ji však postoupit z kvalifikace a skončila na celkovém 27. místě. O rok později se umístila ve finále na MS v atletice v Berlíně na osmém místě (662 cm).

## Úspěchy
| Rok  | Závod                              | Místo              | Umístění    | Výkon         |
| ---- | ---------------------------------- | ------------------ | ----------- | ------------- |
| 2005 | Halové ME v atletice 2005          | Madrid, Španělsko  | 14.         | 3 711 (P)     |
| 2005 | Mistrovství Evropy juniorů         | Kaunas, Litva      | 3.          | 5 747 (S)     |
| 2006 | Mistrovství Evropy v atletice 2006 | Göteborg, Švédsko  | rozběh      | 11,47 (100 m) |
| 2006 | Mistrovství Evropy v atletice 2006 | Göteborg, Švédsko  | 23. (kval.) | 6,03 m        |
| 2008 | Letní olympijské hry 2008          | Peking, Čína       | 27. (kval.) | 6,38 m        |
| 2008 | Světové atletické finále           | Stuttgart, Německo | 2.          | 6,65 m        |
| 2009 | Halové ME v atletice 2009          | Turín, Itálie      | 1.          | 6,87 m        |
| 2009 | Mistrovství světa v atletice 2009  | Berlín, Německo    | 8.          | 6,62 m        |
| 2009 | Světové atletické finále           | Soluň, Řecko       | 5.          | 6,58 m        |
| 2010 | Halové MS v atletice 2010          | Dauhá, Katar       | 4.          | 6,63 m        |

## Osobní rekordy
Hala
- běh na 50 m – 6,35 s – 28. února 2008, Kuressaare – NR
- 60 m překážek – 8,16 s – 20. ledna 2010, Tallinn – NR[3]
- skok daleký – 6,87 m – 7. března 2009, Turín – NR
- pětiboj – 4 105 bodů – 8. ledna 2005, Tallinn

Dráha
- běh na 100 m – 11,47 s – 8. srpna 2006, Göteborg – NR
- běh na 200 m – 23,05 s – 1. července 2006, Arles – NR
- skok daleký – 6,80 m – 15. srpna 2006, Tallinn – NR
- sedmiboj – 6 180 bodů – 2. července 2006, Arles